# Ricardo Pietreczko
Ricardo Pietreczko (Berlijn, 20 oktober 1994) is een Duits darter die uitkomt voor de PDC. In 2023 won hij zijn eerste PDC-titel door in de finale Peter Wright te verslaan tijdens de European Tour in Hildesheim.

## Carrière
Pietreczko bereikte de laatste 32 van de World Masters 2018. Hij maakte zijn PDC European Tour-debuut in de International Darts Open 2018, waar hij met 6-4 verloor van de uiteindelijke kwartfinalist Ryan Searle.
Hij won een PDC Tour Card voor de seizoenen 2022 en 2023 op Q-School 2022. Hij bereikte zijn eerste halve finale van de PDC Pro Tour op Players Championship 28 in 2022. Zijn tweede halve finale bereikte Pietreczko op Players Championship 8 in 2023.
Op het European Darts Open van 2023 kwam hij tot de kwartfinale. Hij versloeg Geert Nentjes (6-2), Peter Wright (6-5), en Stephen Bunting (6-3). Op de finaledag was Rob Cross te sterk voor Pietreczko (6-5). In de wedstrijd tegen Wright stond hij met 5-1 achter. Nadat Wright enkele matchdarts had gemist zette Pietreczko de achtervolging in en won uiteindelijk met 6-5.
In oktober 2023 won Pietreczko een toernooi op de European Tour, het German Darts Championship. Hij versloeg Mickey Mansell, Martin Schindler, George Killington, Stephen Bunting en Michael van Gerwen voor een plek in de finale. Daarin ging hij met een uitslag van 8-4 langs Peter Wright. Daarmee werd Pietreczko de tweede Duitser die een Euro Tour-toernooi op zijn naam schreef. In september 2024 behaalde hij de finale van de Flanders Darts Trophy, waarin Dave Chisnall te sterk was.
Door Damon Heta en Andrew Gilding uit te schakelen, bereikte Pietreczko de kwartfinale van het European Darts Championship 2024. Daarin stond hij aanvankelijk 9-7 voor, maar Danny Noppert pakte drie legs op rij om te wedstrijd te winnen.
Samen met Martin Schindler kwam Pietreczko uit voor Duitsland op de World Cup of Darts 2025, waarop hij debuteerde. In de groepsfase won het duo van de koppels uit Portugal en Singapore. In de knock-outfase won het als zevende geplaatste, Duitse koppel van het hoogstgeplaatste koppel uit Engeland, bestaande uit Luke Humphries en Luke Littler. Zo plaatsten de Duitsers zich voor de kwartfinale, waarin de Australiërs met een uitslag van 8-7 nipt werden gepasseerd. In de halve finale was het duo uit Noord-Ierland, dat uiteindelijk het toernooi zou winnen, te sterk.

## Resultaten op wereldkampioenschappen

### PDC
- 2024: Laatste 32 (verloren van Luke Humphries met 3-4)
- 2025: Laatste 16 (verloren van Nathan Aspinall met 0-4)

## Resultaten op de World Matchplay
- 2024: Laatste 32 (verloren van Luke Humphries met 4-10)
- 2025: Laatste 32 (verloren van Chris Dobey met 5-10)